# オスカー・ハイル
オスカー・ハイル(Oskar Heil)はドイツの物理学者。

## 来歴
1908年にラングヴィーデンで生まれた。ゲッティンゲン大学での在学中にソビエトから留学していたAgnesa Arsenjewaと出会い、1934年にレニングラードで結婚した。1935年に速度変調の真空管であるクライストロンの原型を考案した。また、同年に電界効果トランジスタの原型を考案して特許を出願したものの、当時の技術水準では実現しなかった。第二次世界大戦後にはアメリカへ移住して数社を渡り歩いた後、ハイル科学研究所を設立して音響機器の開発に携わり、「ハイルドライバー」（Heil Driver）と称するアコーディオンの蛇腹のように波状のプリーツが直線的に膨張し、空気を圧縮して音波を出すスピーカーユニットを考案した。

## 論文
- Heil, Oskar. "Bemerkung zu einer Arbeit von Kneser über Schallgeschwindigkeit in CO 2." Zeitschrift für Physik A Hadrons and Nuclei 74.1 (1932): 31-33.
- Köhler, Oskar. Das Bild des geistlichen Fürsten in den Viten des 10., 11. und 12. Jahrhunderts. No. 77. Verlag für staatswissenschaften und geschichte gmbh, 1935.
- Heil, Oskar. "Die kurkolnische Universitat Bonn und ihre publizistischen Gegner.,(Ein Beitrag zur Geschichte der Aufklarung am Rhein)..., Von Oskar Heil..." (1937).

## 特許
- アメリカ合衆国特許第 3,115,957号
- アメリカ合衆国特許第 3,281,174号
- アメリカ合衆国特許第 3,309,302号
- アメリカ合衆国特許第 3,832,499号
- アメリカ合衆国特許第 4,039,044号
- アメリカ合衆国特許第 4,056,697号
- de 49609
- gb 420753
- gb 420802
- gb 439457
- fr 785967